# Duran
Duran är en kommun i departementet Gers i regionen Occitanien i sydvästra Frankrike. Kommunen ligger i kantonen Auch-Nord-Ouest som tillhör arrondissementet Auch. År 2022 hade Duran 857 invånare.

## Befolkningsutveckling
Antalet invånare i kommunen Duran
Referens:INSEE